# Gruftkapelle Henckel von Donnersmarck (Starý Bohumín)

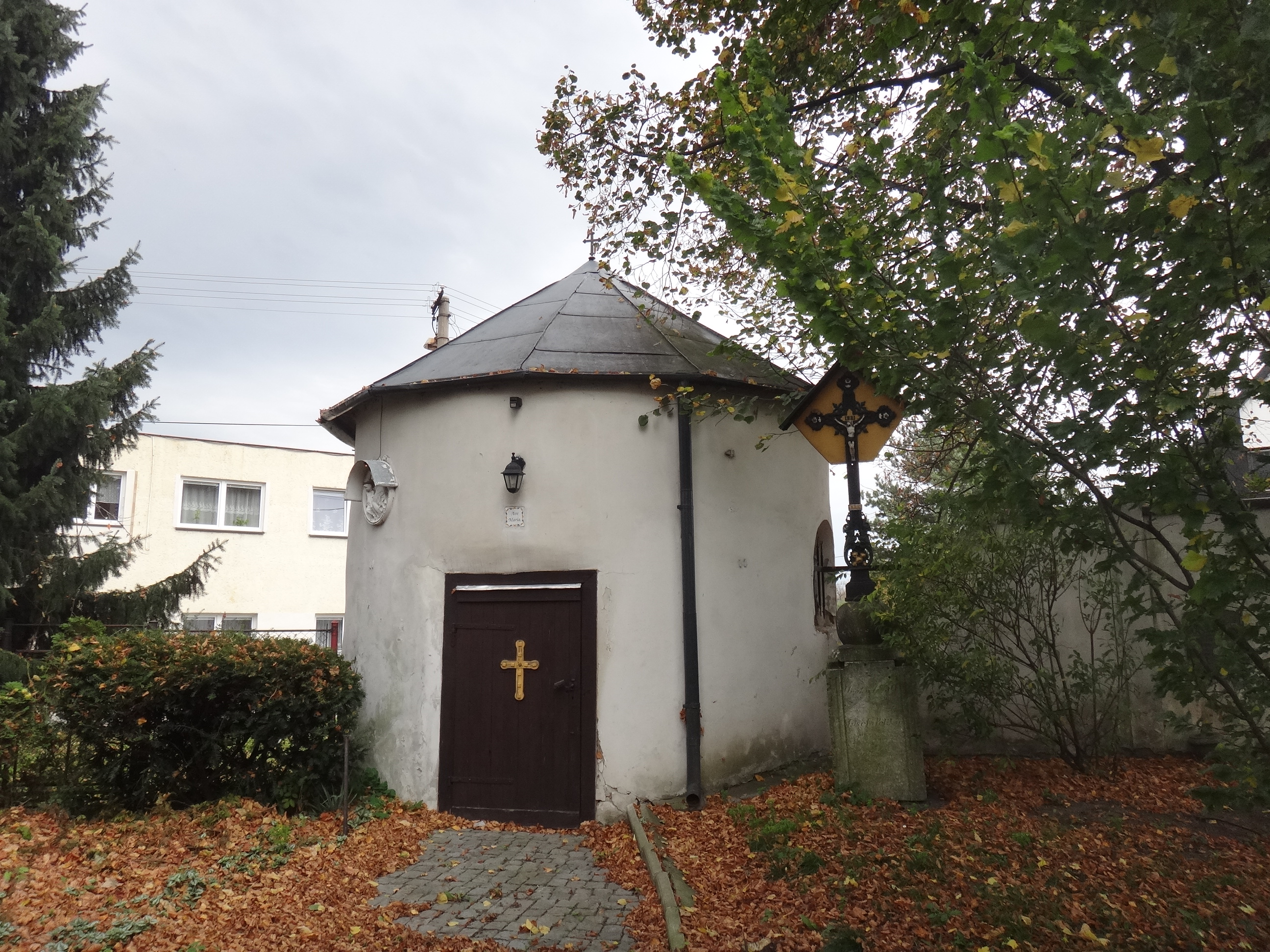
Gruftkapelle Henckel von Donnersmarck

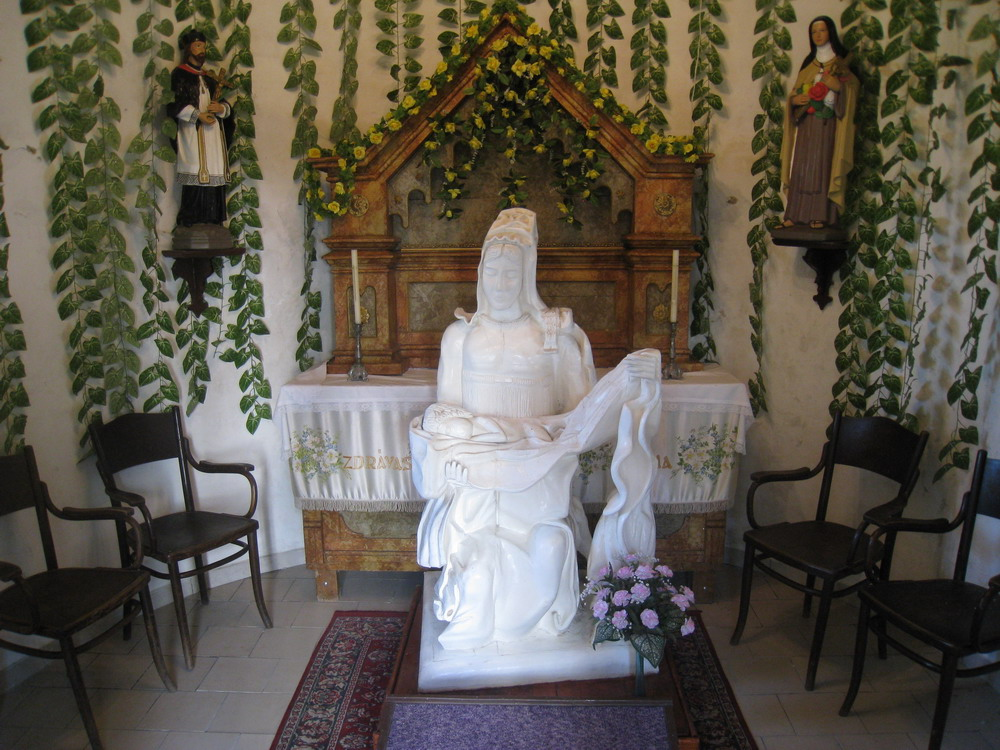
Innenansicht der Marienkapelle im Erdgeschoss

Die Gruftkapelle der Grafen Henckel von Donnersmarck (tschechisch Hrobka hrabat Henckelů von Donnersmarck) befindet sich in Starý Bohumín (Alt-Oderberg), Okres Karviná in Tschechien. Sie war bis zum Beginn des 19. Jahrhunderts die Familiengrablege des erloschenen Oderberger Zweigs der Grafen Henckel von Donnersmarck und Vösendorf.

## Lage
Die Gruftkapelle Henckel von Donnersmarck steht im Städtchen Starý Bohumín an der Friedhofsmauer der katholischen Pfarrkirche Mariä Geburt.

## Bauwerk
Das einer romanischen Rotunde ohne Apsis nachempfundene zweigeschossige Bauwerk mit konischem Dach besteht aus einem Sakralraum im Erdgeschoss und der geräumten und zugeschüttenen Gruft im Souterrain.
Die Gruftkapelle ist Teil des Kulturdenkmals Pfarrkirche Mariä Geburt.

## Geschichte
Der Unternehmer Lazarus I. Henckel von Donnersmarck erwarb 1623 u. a. die schlesische Herrschaft Oderberg als Pfandbesitz, sein Sohn Lazarus II. wurde am 26. Mai 1629 Eigentümer der Herrschaft. Als dessen Sohn Elias I. in der zweiten Hälfte des 17. Jahrhunderts die Herrschaft Oderberg übernahm und die Oderburg zu seinem Sitz machte, entstand der Bedarf einer würdigen Familiengrabstätte. Die Familie Henckel von Donnersmarck und Vösendorf war protestantisch und gehörte zu den Anhängern des Pietismus, die Herrschaft war jedoch katholisch.
Vermutlich wurde die an der äußersten Ecke des Friedhofs an der Oderberger Stadtkirche gelegene Gruftkapelle für Elias I. Henckel von Donnersmarck und Vösendorf errichtet, der 1667 verstarb. Im Jahre 1752 erhielt die Kapelle bei einem Umbau ihre heutige Gestalt. Möglicherweise
erfolgte dies im Zuge der Überführung der sterblichen Hülle von Erdmann Heinrich Henckel von Donnersmarck, der im selben Jahre auf seinem Hauptwohnsitz Schloss Pölzig im Herzogtum Sachsen-Gotha-Altenburg verstorben war. Die letzte Beisetzung in der Gruftkapelle erfolgte am 16. März 1803. Der Verstorbene, Johann Erdmann Henckel von Donnersmarck, war zugleich der letzte männliche Nachkomme des Oderberger Familienzweigs der Grafen Henckel von Donnersmarck und Vösendorf.
Spätestens am Übergang vom 19. zum 20. Jahrhundert erfolgte die Räumung der Gruft und die Zuschüttung des Eingangs zum Souterrain. Der ehemalige Sakralraum der aufgegebenen Gruftkapelle diente danach lange Zeit als Lager für Kirchenmobiliar. Im Jahre 1974 erfolgte eine Teilrekonstruktion, nach der die Kapelle in die Liste der Kulturdenkmale Aufnahme fand. Seit 1986 ist die Gruftkapelle auch Teil des Flächendenkmals Historischer Stadtkern von Starý Bohumín.
Zwischen 2001 und 2002 wurde der oberirdische Teil der Gruftkapelle auf Initiative von Vítězslav Malchar und Otmar Faj beräumt, instand gesetzt und darin eine Marienkapelle eingerichtet. Die Kapelle und der hierein umgesetzte ehemalige Fronleichnamsaltar wurden 2002 durch František Kufa, Generalvikar des 1996 neu geschaffenen Bistums Ostrau-Troppau, gesegnet. In der Kapelle wird die nachmittägliche Maiandacht abgehalten.